# 台灣大學站
台灣大學站，工程代碼G08，位於中華民國臺北市中正區與大安區交界處，曾是臺北捷運新店線規劃中的捷運車站。因預計設站地點的地質問題，且考量與公館站位置過近，臺北市政府捷運工程局廢止本站，並將車站工程代碼G07站（原位於現今公館圓環，羅斯福基隆路口附近）折衷北移，也就是今日公館站。

## 車站概要
車站原計劃設於台灣大學校門附近，在新生南路與羅斯福路路口西北方。車站位置於現今台電大樓站與公館站間。

## 車站歷史
1977年，在行政院與交通部指示下，運委會著手規劃台北市捷運路網，建議應於本車站位置設站。
1983年，英國大眾捷運顧問工程司（BMTC）版本的建議路網中延續運委會之建議，規劃於此設站。
1985年，臺北捷運顧問工程司（TTC）版本的規劃路網除去此站設置，並將G07站站址北移至今日位置。

## 車站週邊
- 台灣大學
- 三軍總醫院汀洲院區
- 溫州公園